# William D. Boyce
Pour les articles homonymes, voir Boyce.
Ne doit pas être confondu avec William Boyce.
William Dickson Boyce, né le 16 juin 1858 dans le comté d'Allegheny et mort le 11 juin 1929 à Chicago, est un homme d'affaires, entrepreneur, éditeur de presse écrite et un explorateur américain. Il est le fondateur des Boy Scouts of America (BSA) et des Lone Scouts of America (LSA). Portant un fort intérêt aux activités de plein air depuis l'enfance, William D. Boyce, après avoir travaillé en tant que maître d'école ou mineur de charbon, suivit des cours à l'académie de Wooster, dans l'Ohio. Par la suite, il déménagea dans le Midwest et au Canada. Homme d'affaires astucieux et entreprenant, Boyce créa avec succès de multiples périodiques tels que The Commercial à Winnipeg dans le Manitoba et le Lisbon Clipper en Lisbon (Dakota du nord). 